# 索菲娅·容克
索菲娅·容克（德語：Sophia Junk，1999年3月1日—），德国女子田径运动员，主攻短跑，2018年世界U20田径锦标赛女子4×100米接力金牌得主、2024年夏季奥林匹克运动会女子4×100米接力铜牌得主。